# Cerodontha sympatria
Cerodontha sympatria är en tvåvingeart som beskrevs av Zlobin 1997. Cerodontha sympatria ingår i släktet Cerodontha och familjen minerarflugor. Inga underarter finns listade i Catalogue of Life.